# Hügelshart
Hügelshart ist ein Ortsteil von Friedberg und liegt im bayerisch-schwäbischen Landkreis Aichach-Friedberg. Der Ort zählt derzeit gut 350 Einwohner.
Bis zur bayerischen Gemeindegebietsreform von 1978 war Hügelshart Teil der Gemeinde Ottmaring.

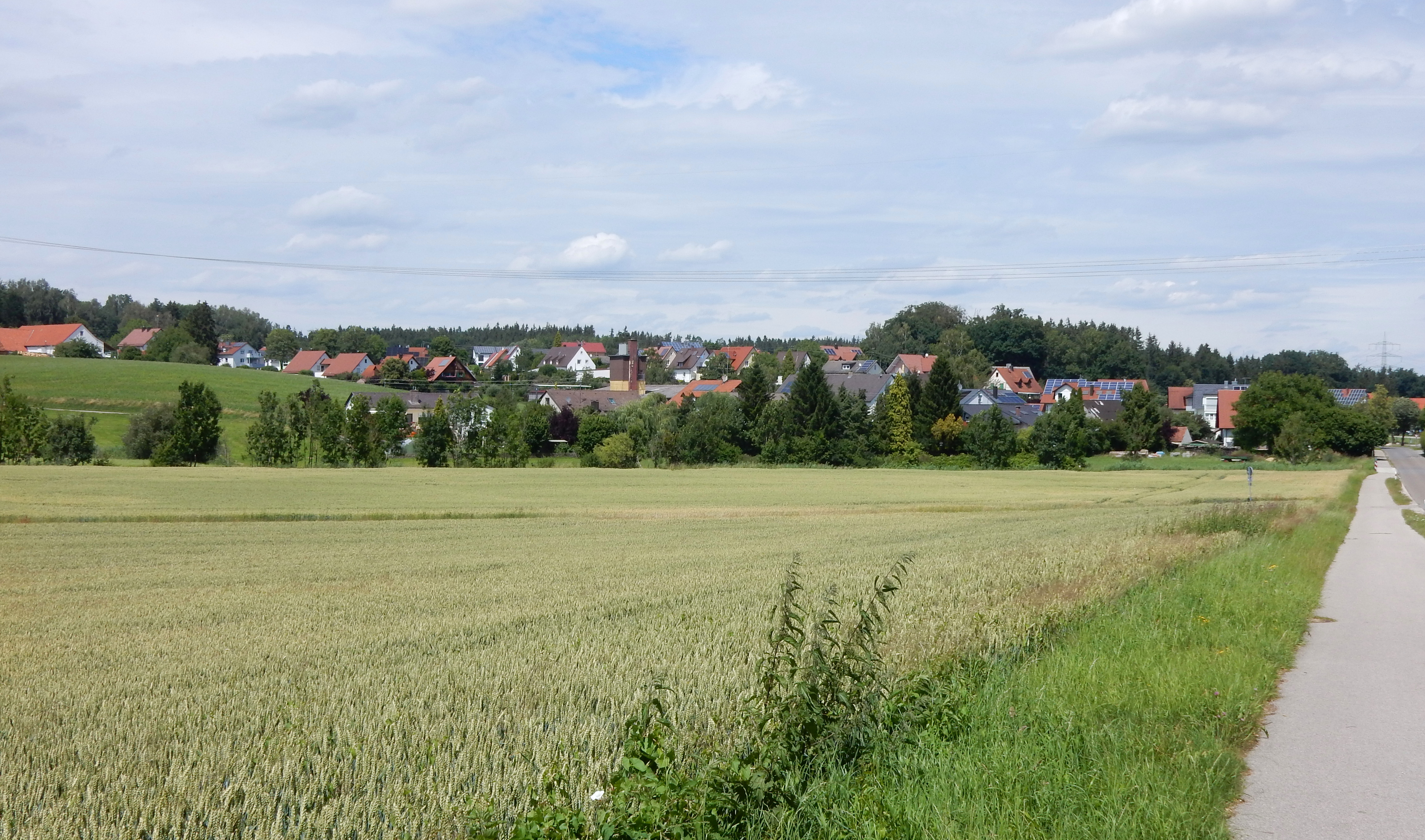
Hügelshart, Ortsteil von Friedberg (Bayern)

## Geographie
Das Kirchdorf Hügelshart liegt rund drei Kilometer südöstlich von Friedberg. Während sich das Oberdorf auf einem langgestreckten Hügel erhebt, der auf halber Strecke die Höhe von 500 Metern über dem Meeresspiegel überschreitet, wird das Unterdorf in gewundenem Lauf von der Paar durchflossen. Nachbarorte von Hügelshart sind Friedberg, Ottmaring, Rederzhausen, Wiffertshausen, Rinnenthal, sowie die Weiler Gagers und Bestihof. Der Ort ist über die Staatsstraße 2051 an das Straßennetz des Freistaates Bayern angeschlossen.

## Name
Der Name lässt sich nicht, wie vielleicht zu erwarten, auf das hügelige Gelände zurückführen. Während „Hart“ das mittelhochdeutsche Wort für Wald ist, stellt der Wortbestandteil „Hügel“ eine Verballhornung des Namens Hugolin (kleiner Hugo) dar. Hügelshart bedeutet also wörtlich „Siedlung am Wald eines Hugolin“.

## Geschichte
Während ein Kilometer östlich des Ortes bronzezeitliche Funde getätigt wurden, ist für den Ort selbst spätestens in der Römerzeit eine Besiedlung wahrscheinlich. Die heutige Durchfahrtsstraße erinnert in ihrem Namen (Römerstraße) an die Via Julia, eine Straße von Salzburg nach Augsburg.
Die erste bekannte urkundliche Nennung des Ortes im Jahr 1126 erwähnt den Besitz von zwei Prädien (Güter) in „Hugolineshart“ durch das Kloster Sankt Ulrich und Afra in Augsburg.

## Sehenswürdigkeiten
- Die romanische Kirche St. Nikolaus ist eine der kleinsten, aber auch eine der ältesten Kirchen in der Gegend.
- Überdachte Holzbrücke über die Paar

## Vereine
- Freiwillige Feuerwehr[3]